# Naturschutzgebiet Hengstberg

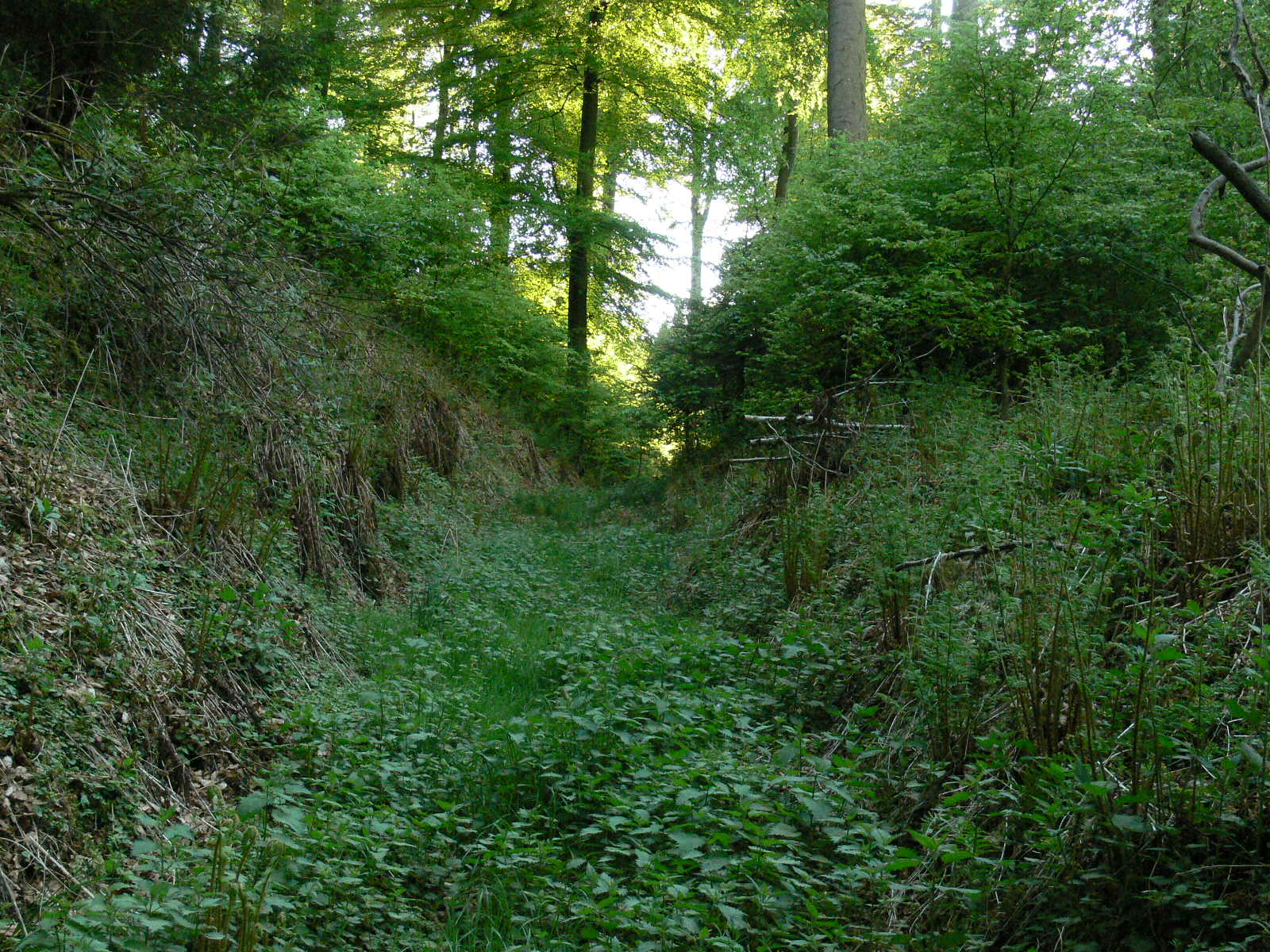
Hohlweg im NSG Hengstberg (2016)

Das Naturschutzgebiet Hengstberg mit einer Größe von 4,1 ha liegt östlich von Oberlandenbeck im Gemeindegebiet von Eslohe. Das Gebiet wurde 2008 mit dem Landschaftsplan Eslohe durch den Hochsauerlandkreis als Naturschutzgebiet (NSG) ausgewiesen.

## Gebietsbeschreibung
Alter Rotbuchenbestand mit bis zu 10 m hohen Felsen. Tief eingeschnittener Hohlwegteil des historischen Kriegerweges. Die großen Felsen sind moosreich. 

## Pflanzenarten im NSG
Es wurden durch das Landesamt für Natur, Umwelt und Verbraucherschutz Nordrhein-Westfalen Pflanzenarten wie Berg-Weidenröschen, Braunstieliger Streifenfarn,  Eichenfarn, Frauenfarn, Fuchssches Greiskraut, Gewöhnlicher Dornfarn, Gewöhnlicher Tüpfelfarn, Großer Dornfarn, Heidelbeere, Himbeere, Kleiner Dornfarn, Mauerlattich, Schönes Frauenhaarmoos, Wald-Sauerklee und Weiße Hainsimse vor.

## Schutzzweck
Schutz des Buchenbestandes mit großer strukturellen Vielfalt. Sicherung des historischen Hohlweges.